# Vavrik Endre
 Vavrik  Endre  (Jászberény, 1880. június 15. – Jászberény, 1946. március 5.) Jászberény város polgármestere volt 1914 és 1918 között.

## Életrajza
Vavrik Endre gazdag és tekintélyes földbirtokos családban született. Meglehetősen fiatalon már a politikai pályára lépett. 27 évesen már helyettes polgármester, 30 évesen 1910-ben megyebizottsági tag, újabb 4 év múlva (1914. november 28-tól) polgármester lett.
Polgármestersége  nagyrészt az I. világháború éveire esett, így jószerivel tevékenysége abban merült ki, hogy a lakosság ellátását biztosítsa, gondoskodjon a hadiárvák, hadiözvegyek, hadirokkantak segélyezéséről.
A tanítóképző megalakításának a gondolatát Vavrik Endre is magáévá tette és kérte az akkori illetékes Vallás- és Közoktatásügyi Minisztériumot, hogy a minisztérium által tervezett új intézetet Jászberényben állítsák fel.
„A város 1917. nov. 12-én tartott rendkívüli közgyűlési (361. kgy. 19524. kig. Sz.) határozatában kimondta, hogy 5 kat.hold és 371 négyszögöl nagyságú területű ingatlant, 50.000 K értékben, díjmentesen a tanítóképző intézet céljaira átenged".
Az őszirózsás forradalom győzelme után, 1918. november elsején lemondott.